# Pinggap
Pinggap is een bestuurslaag in het regentschap Musi Banyuasin van de provincie Zuid-Sumatra, Indonesië. Pinggap telt 724 inwoners (volkstelling 2010).